# Dibba Al-Hisn SC
El Dibba Al-Hisn SC es un equipo de Fútbol de los Emiratos Árabes Unidos que juega en la división 1 de EAU, la segunda categoría nacional.

## Historia
Fue fundado en el año 1980 en la ciudad de Dibba Al-Hisn luego de la fusión de los equipos Al-Fajr Club (fundado en 1967) y el Al-Dhafir Club (fundado en 1974).
Su principal logro ha sido jugar en la UAE Pro League en la temporada 2005/06, pero descendieron tras finalizar la temporada.